# OTOHA〜音波〜
「OTOHA〜音波〜」（OTOHA〜音波〜）是日本歌手松澤由美的第2支单曲。1997年1月25日由日本華納音樂发售。

## 概要
继前作《YOU GET TO BURNING》之后相隔约10个月再次发表的单曲作品。它是第一个以真实姓名标记发行的单曲。
主打曲《OTOHA〜音波〜》，作曲以及編曲，由当時的UA等艺人负责、制作人则由朝本浩文负责。

## 収録曲
1. OTOHA〜音波〜
作詞：松澤由美、作曲・編曲：朝本浩文
  - TBS系《COUNT DOWN TV》的片尾主题曲
  - 日本放送系《オールナイトニッポン》的片尾主题曲
2. 愛はここにあるの
作詞：松澤由美・Tosh Masuda、作曲・編曲：Tosh Masuda
3. OTOHA〜音波〜（オリジナル・カラオケ）